# روما ولا نتوما (فلم)
روما ولا نتوما (بالفرنسية: Rome plutôt que vous) هو فيلم دراماجزائري-فرنسي-ألماني من إخراج طارق تقية سنة 2006، وبطولة كل من سميرة قدور ورشيد عمراني في دور شابين يسعيان لترك الجزائر عقب اندلاع الحرب الأهلية الجزائرية. هو أول فيلم من إخراج طارق تقية. (سبق له أن قدم بعض الأفلام الوثائقية القصيرة عام 2002).
حصل الفيلم على جائزة لجنة التحكيم الخاصة في مهرجان فريبورغ السينمائي الدولي 2007. 

## القصة
كامل البالغ من العمر 20 عامًا وصديقته زينة البالغة من العمر 23 عامًا، يبحثان في الجزائر العاصمةعن مهرب للحصول على جوازات سفر مزورة، حتى يتمكنوا من مغادرة البلاد إلى روما.

## الممثلون
- سميرة قدور بدور زينة
- رشيد العمراني بدور كامل
- أحمد بن عيسى في دور الشرطي
- قادر عفاق بدور مالك
- لالي مالوفي بدور مرزق
- مصطفى بنشعب بدور محمود
- خضرة بودهان بدور والدة زينة
- ربيع عزبى في دور الشاب بالملابس الرياضية
- فتحي غارس في دور شاب يرتدي ملابس العمل

## روابط خارجية
- روما ولا نتوما على موقع IMDb (الإنجليزية)
- روما ولا نتوما على موقع ألو سيني (الفرنسية)
- روما ولا نتوما على موقع أول موفي (الإنجليزية)
- روما ولا نتوما على موقع قاعدة بيانات الفيلم (الإنجليزية)
- روما ولا نتوما على موقع ليتربوكسد (الإنجليزية)
- روما ولا نتوما على موقع كينوبويسك (الروسية)